# Otto den Beste
Otto den Beste (ook wel O. den Beste genoemd) was een typetje gespeeld door Wim de Bie dat voorkwam in de 
televisieprogramma's van het duo Van Kooten en De Bie in de jaren tachtig en negentig. 
Het personage Den Beste was een oud-leraar Duits en had 19 jaar les gegeven. Het was een wat oudere man met een baard en was gekleed in een regenjas, das en stropdas, droeg een bril en een muts en had altijd een tas bij zich met daarin een halfje bruin, een halve liter karnemelk en een half ons spruitjes. Hij was altijd boos en stak op straat voor de camera allerlei tirades af waarbij hij rijkelijk kwijlde. Hij citeerde steevast Duitse schrijvers zoals Goethe en had een hekel aan felgekleurde bloemen zoals de narcis. 
Onderwerpen waarover Den Beste zich druk maakte, omvatten veelal het onderwijs (positie van de leraren als gevolg van het afschaffen van het podium in de klassen, werkdruk in het onderwijs en het kiezen van de examenvakken), maar ook algemeen maatschappelijke verschijnselen als inkomensongelijkheid en Kerstmis (door hem verafschuwd middels tirades op kerstkaarten, kerstversieringen en de leuze "merry Christmas"). 
Op taalgebied kan hij als bondgenoot van Dr. Kipping en Cor van der Laak worden beschouwd: ook hij is van mening dat het Nederlands aan afbreuk onderhevig is door allerlei moderne invloeden. Tijdens een wandeling wordt hij hierover door een interviewer aangesproken waarop hij spontaan een stuk van Simon Carmiggelt van begin tot eind citeert. In dezelfde uitzending loopt ook Van der Laak te foeteren over het Nederlands in reclameboodschappen en komen zij elkaar op straat tegen. Tot grote vreugde van Van der Laak weet Den Beste wél wat 'eppe' is en op aangeven van Den Beste citeren ze uit het hoofd het eerder genoemde stuk van Carmiggelt met om beurten een paar regels. 

## Trivia
In een sketch van de vieze man waarbij deze een voorbijganger attendeerde "daar liggen er twee" kwam het typetje meneer Foppe voor (ook gespeeld door Wim de Bie), dat sterke uiterlijke gelijkenis had met Den Beste. 